# روت مکلین
روت مکلین فیلسوف و استاد رشته زیست‌اخلاق* است.
روت مکلین در دانشگاه کرنل درس خوانده و دکترای خود را رشته فلسفه از دانشگاه کیس وسترن رزرو دریافت کرد. اکنون او استاد رشته زیست‌اخلاق در کالج پزشکی آلبرت اینشتین در نیویورک است. او بیش از ۱۳۰ مقاله دانشگاهی و کتاب‌هایی دربارهٔ ایدز، تولیدمثل انسان، اخلاق در پژوهش‌های موضوع‌های مربوط به انسان، سیاست سلامت و … دارد. او همچنین مشاور سازمان جهانی بهداشت و رئیس کمیته نشریه دوره‌ای علوم اخلاق سازمان برنامه مشترک ملل متحد در زمینه ایدز است. مکلین یکی از اعضای منتخب انجمن پزشکی آکادمی ملی علوم آمریکا، یکی از روسای برد مشورتی ملی در علوم اخلاق تولیدمثلی، و عضو انجمن آمریکایی زیست‌اخلاق، و قائم مقام ریاست انجمن بین‌المللی زیست‌اخلاق است.